# Spišská Teplica
Spišská Teplica je obec na Slovensku v okrese Poprad. V obci žije přibližně 2 300 obyvatel. První písemná zmínka o obci pochází z roku 1280.

## Poloha
Obec leží na jižním okraji Popradské kotliny, na severních svazích Vikartovské hrástě.

## Historie
Spišskou Teplici založila řehole cisterciáků, která si v roce 1223 založila opatství ve Spišském Štiavniku. Dnešní obec vznikla šoltyskou kolonizací v první polovině 13. století. Listina je doložena od roku 1280.
Obec měla své výsady zejména tržní, čímž se stala městečkem. V roce 1530 se dostala do zálohy města Levoče, když už předtím tam Levočan Sámuel Spillenberger založil nejstarší spišskou papírnu. V roce 1697 ji vykoupili jezuité a po jejich zrušení (roku 1773 je zrušil papež Klement XIV.) přešla obec roku 1776 do vlastnictví spišského biskupství. Obecní pečeť pochází z roku 1714 a nachází se ve Státním oblastním archivu v Levoči.
V roce 1999 se Spišská Teplica stala známou i ve světě cyklistického sportu, protože se zde konaly jubilejní 50. mistrovství světa v cyklokrosu, jejichž pořadatelem bylo město Poprad.